# Kloster Eisbergen
Die Benediktinerabtei Mariae Himmelfahrt zu Eisbergen oder Kloster Eisbergen ist eine orthodoxe Kommunität in Eisbergen, einem Ortsteil der ostwestfälischen Stadt Porta Westfalica. Sie gehört nicht der Benediktinischen Konföderation der römisch-katholischen Kirche an, sondern ist Teil der Westritusgemeinschaft (engl. Western Rite Community) der Russischen Orthodoxen Kirche im Ausland. Dort wird sie unter dem Namen Orthodoxes Kloster Mariä Himmelfahrt (engl. Assumption of Mary Orthodox Monastery) geführt.

## Geschichte

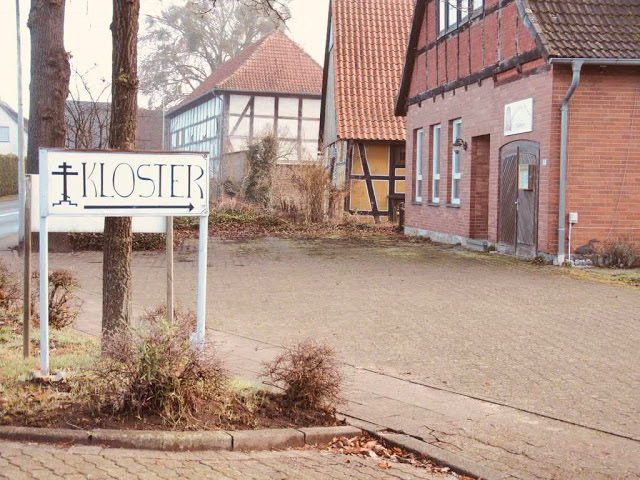
Vorplatz

Das Kloster wurde am 8. Dezember 1980 in Köln von Bischof Germain von St. Denis (bürgerlicher Name: Gilles Bertrand-Hardy), der seinerzeit Bischof für die Gemeinden des  Westritus in Mitteleuropa war und unter dem Omophorion des  Patriarchen der  rumänischen orthodoxen Kirche stand, als Benediktiner Abtei Mariae Himmelfahrt zu Köln kanonisch errichtet.
Nachdem das rumänisch-orthodoxe Patriarchat 1984 die Jurisdiktion Bischof Germains auf Frankreich beschränkte, fiel der Konvent aus der Kanonizität der Orthodoxen Kirche. Bemühungen seitens des Konvents, den kirchenrechtlichen Status regulieren zu lassen und eine neue Jurisdiktion innerhalb der Orthodoxie zu finden, führten nicht zum Erfolg. 2005 stellten die Mönche auf Einladung des damaligen Subpriors der Primatialabtei Sant’Anselmo in Rom, P. Johannes Paul Abrahamowicz OSB, einen Antrag zur Aufnahme in die Benediktinische Konföderation. Die Verhandlungen sowohl mit der Glaubenskongregation als auch mit der Erzdiözese Paderborn verliefen ergebnislos.
Im Februar 2013 wurde das seinerzeit aus drei Konventualen bestehende Kloster in das Westritus-Vikariat (engl. Western Rite Vicariate) der Russischen Orthodoxen Kirche im Ausland aufgenommen. Seitdem steht das Kloster unter der Aufsicht des Ersthierarchen der russischen Auslandskirche, Metropolit Hilarion (Kapral).

## Leitung
Geleitet wird das Kloster von Abt Thomas (Taufname: Wolfgang) Komossa (* 1951). Nach dem Studium der Theologie (1970–1976) wurde er 1980 nach byzantinischem Ritus durch Bischof Germain zum Diakon und Priester geweiht. Anlässlich seiner Aufnahme in die russisch-orthodoxe Kirche wurde ihm der kirchliche Titel eines Archimandriten verliehen. Prior ist Pater M. Philipp (Taufname: Horst) Langer (* 1963).

## Liturgie

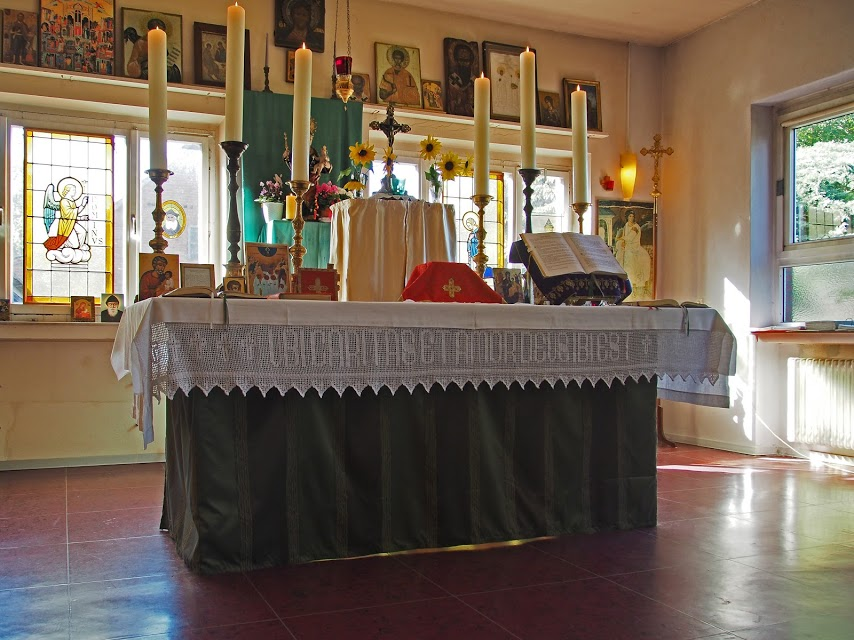
Hauptaltar der Klosterkirche

Die Liturgiereformen der römisch-katholischen Kirche der letzten beiden Jahrhunderte werden als „liturgische Brüche und modernistische Neuschöpfungen Roms“ abgelehnt. So wird nach eigenen Angaben „die hl. Messe – in der Kontinuität aller christlichen Jahrhunderte – in der Form, die Papst Pius V. auf der Grundlage der altehrwürdigen Überlieferung der römischen Kirche herausgegeben und für alle Zeiten angeordnet hat“, gefeiert.
Die englischsprachigen Versionen der Messordnung, die in den Westritusgemeinschaften der antiochenisch-orthodoxen Kirche in den USA und der russisch-orthodoxen Auslandskirche in Gebrauch sind, weisen jedoch rubrizielle und textliche Varianten zum Ordo Missae Papst Pius’ V. auf. Im lateinisch-kirchenslawischen Text des Ordo Missae finden sich hingegen nur zwei Varianten zum Messordo des Missale Romanum Pius’ V.:
- Im Credo fehlt das filioque.
- Im Kanon ist una cum famulo tuo Papa nostro N. (dt.: „in Gemeinschaft mit deinem Diener unserem Papst N.“) das Wort Papa durch Patriarcha (dt. „Patriarch“) ersetzt worden.[7]

Welche Bücher beziehungsweise welche Editio typica an Missalien und Chorbüchern der Liturgie im Kloster Eisbergen zugrunde liegen, ist nicht bekannt.

## Oblaten
Einige Laien gehören als Oblaten dem Kloster an. Sie haben das Versprechen abgelegt, gemäß dem Geist der Benediktsregel zu leben, ohne ihren weltlichen Beruf und Stand aufgeben zu müssen.

## Gebäude

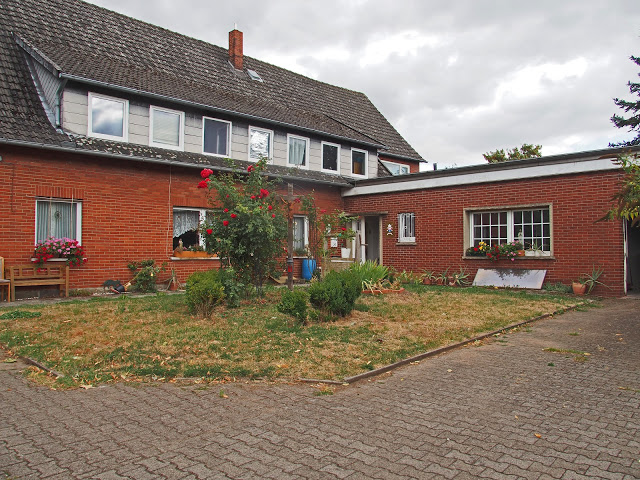
Ansicht Weserstraße

Von 1980 bis 2009 war der Konvent in Köln ansässig. Durch den Erwerb der ehemaligen Uniformfabrik Hahne in Porta Westfalica-Eisbergen konnte der Konvent im September 2009 in einen Komplex mit etwa 640 m² Innenfläche übersiedeln. Am 2. September 2012 wurde die Klosterkirche geweiht.